# Nghẹt mũi
Nghẹt mũi hay tắc mũi là tắc nghẽn đường mũi thường do màng lót mũi bị sưng do các mạch máu bị viêm.
Thuốc thông mũi nhắm trực tiếp vào giải quyết sự khó chịu này. Chúng có các dạng khác nhau như thuốc xịt mũi, thuốc hít và thuốc uống.
Nghẹt mũi có nhiều nguyên nhân và có thể từ khó chịu nhẹ đến tình trạng đe dọa tính mạng. Hầu hết mọi người thích thở bằng mũi (trong lịch sử gọi là "thở mũi bắt buộc"). Nghẹt mũi ở trẻ sơ sinh trong vài tháng đầu đời có thể cản trở việc cho con bú và gây khó thở đe dọa tính mạng; ở trẻ lớn và thanh thiếu niên thường chỉ là một sự phiền toái nhưng có thể gây ra những khó khăn khác.
Nghẹt mũi có thể cản trở thính giác và lời nói. Sự tắc nghẽn đáng kể có thể cản trở giấc ngủ, gây ra ngáy và có thể liên quan đến chứng ngưng thở khi ngủ. Ở trẻ em, nghẹt mũi do adenoids mở rộng đã gây ra chứng ngưng thở khi ngủ mãn tính với nồng độ oxy và thiếu oxy, cũng như suy tim bên phải. Vấn đề thường được giải quyết sau khi phẫu thuật để loại bỏ adenoids và amidan, tuy nhiên vấn đề thường tái phát sau này trong cuộc sống do thay đổi sọ não do nghẹt mũi mãn tính.
Nghẹt mũi cũng có thể gây đau mặt và đau đầu nhẹ, và một mức độ khó chịu, thường là do dị ứng hoặc cảm lạnh thông thường.